# معسكر سالم
معسكر سالم هو معسكر وحاجز للجيش الإسرائيلي يقع في شمال الضفة الغربية في محافظة جنين، وسمي بسالم نسبة لقرية سالم الفلسطينية الواقعة على خط التماس داخل الأراضي التي احتلت عام 1948.

## الموقع والوظيفة
يقع المعسكر على الخط الأخضر؛ شمال غرب محافظة جنين، وقد أسس عام 1948م على أراضي قرية سالم، ويقع قسم كبير منه اليوم على أراضي قريتي رمانة وزبوبا، وهو أحد معابر المرور عبر الخط الأخضر. يوجد به مقر الإدارة المدنية الإسرائيلية لمنطقة جنين وقراها، ومقرات للجيش والشرطة والاستخبارات، ومحكمة عسكرية للأسرى الفلسطينيين، ومكتب تسجيل الأراضي، وحقل للرماية.